# 谭晓林 (1962年)
譚曉林（1962年12月—2004年6月25日）真名譚明林，男，四川乐至人，后加入缅甸籍，缅北大毒枭。

## 生平
谭晓林出生在四川省樂至縣一個普通農家。由於家庭貧困，只上了一年高中便輟學。其後，從四川老家到雲南邊境一帶打工，偶然認識了緬甸大毒梟楊國棟的女兒，兩人在1987年結婚。谭晓林在1989年移居缅甸北部城市木姐，并在1992年其妻子被杀害后开始涉及毒品生意。
先是經營玉石、木材生意，其後由於對財富貪得無厭的追求涉足毒品生意開始接觸毒品之後成為缅甸大毒枭。更憑毒品巨利，擁有一支270人的私人部隊及投資合法項目洗錢。由於他長期把毒品從緬甸運輸到中國因而成為中國公安部A級通緝犯，
應中國公安部要求國際刑警組織把譚列為紅色通緝令的通緝對象，最終谭晓林于2001年4月20日在缅甸境内被捕并引渡中国，后在云南被判处死刑，于2004年6月被处决。

## 改裝貨車 運輸毒品
谭晓林的販毒集團是通過改裝貨車水箱運輸毒品，而且毒品的所謂貨主實際上只是代理人，而譚曉林本人則坐鎮緬甸，所以毒品遭警方查獲，警方亦只能拘捕負責運輸毒品的司機，而非谭晓林本人及代理人。

## 影視形象及相關節目
- 國家形象-譚金山一角映射谭晓林[4][5]
- 北京衛視档案節目描述一下谭晓林及其他毒梟的利益同盟關係，劉招華、陳炳錫、譚等人是合作關係[6]
- 河北衛視穿越經典節目描述一下谭晓林的一生，說明他如何從一個普通農家子弟到缅北大毒枭而成為中國公安部A級通緝犯的罪惡一生[7]